# Elizabeth Chiappa
Elizabeth Gloria Chiappa Tapia (Valparaíso, 5 de febrero de 1941-Viña del Mar, 23 de junio de 2022) fue una entomóloga y académica chilena, especialista en abejas nativas y avispas.

## Biografía
Estudió en la Pontificia Universidad Católica de Chile, donde obtuvo la licenciatura en Biología y el magíster en Ciencias Biológicas, mención en Ecología y Sistemática. Aquí fue estudiante del zoólogo Haroldo Toro Gutiérrez.
Su primer trabajo de investigación lo realizó en la Pontificia Universidad Católica de Valparaíso, en 1984, sobre la avispa chaqueta amarilla (Yellowjacket), especie introducida en Chile en la década de 1970.
En 1992 se integró al cuerpo docente de la Universidad de Playa Ancha, en el área de Biología de la Facultad de Ciencias Naturales y Exactas. El laboratorio de Entomología de la Facultad de Ciencias Naturales y Exactas de la UPLA fue dirigido e impulsado por ella.
Participó por más de 10 años en el Comité de Congresos Explora.
Fue presidenta de la Sociedad Chilena de Etología.
Identificó especies sin clasificación anterior, como la abeja solitaria Centris tamarugalis Toro & Chiappa en 1989 —especie endémica de Chile que habita áreas del norte del país—, o la nueva especie encontrada en un sitio de anidación en Farellones, registrando en 2004, Protandrena evansi Ruz & Chiappa.
Lideró diversos proyectos de investigación relativos a la entomología, pero también se dedicó a la divulgación científica y a proyectos para fomentar la educación sobre la naturaleza, así como la educación no sexista en las escuelas.
Se jubiló en septiembre de 2021.

## Publicaciones

### Artículos en revistas científicas
A continuación se enumeran algunas de sus publicaciones:
- René Covarrubias, Haroldo Toro, Rodrigo Villaseñor, Elizabeth Chiappa, I. Mellado (1994). Caída de materiales desde la copa de Prosopis tamarugo Phil, en la Pampa del Tamarugal. I Región, Chile. Revista Bosque, vol. 15, núm. 1, págs. 39-49.[8][9]
- Haroldo Toro, Elizabeth Chiappa, René Covarrubias (1996) Diversidad de Apoidea (Hymenoptera) y su asociación a la vegetación nativa en el norte de Chile, 2ª Región. Revista Chilena de Entomología, 23: 65-81.[10]
- Chiappa Tapia, E. (1998). Distribución geográfica del género centris (Hymenoptera: Anthophoridae) en Chile. Contextos: Estudios de Humanidades y Ciencias Sociales, (2), 161-162.[11]
- Luisa Ruz, Elizabeth Chiappa (2004). Protandrena evansi, a New Panurgine Bee from Chile (Hymenoptera: Andrenidae). Journal of the Kansas Entomological Society, 77(4), 788-795[12]
- Chiappa, E., McLean, M. y Pérez, V. (2005). Continuación y adenda a listas bibliográficas sobre publicaciones de Hymenoptera, en revistas científicas chilenas. Acta Entomológica Chilena, 29(1): 65-69.[13]
- Chiappa, E., Ruz, L. y García, V. (2005) Biología de machos de Protandrena evansi Ruz y Chiappa (Hymenoptera: Andrenidae) (Farellones, Región Metropolitana, Chile). Acta Entomológica Chilena, 29(2): 15-22.[14]
- Luis Flores-Prado, Elizabeth Chiappa, Mónica Mante (2012). Interacciones entre hembras de Protandrena evansi (Hymenoptera: Andrenidae), una abeja de nidificación comunal. Revista Colombiana de Entomología, 38 (1): 118-123.[15]
- Chiappa, E., Araya, H., Mandujano, V., & Tosti-Croce, E. (2018). Descripción de los estados inmaduros de Colletes musculus Friese (Hymenoptera: Colletidae), con notas ecológicas y biológicas. Revista Chilena de Entomología, 44(2).[16]
- Elizabeth Chiappa y Pablo Llerena (2022) Continuación y addenda a listas bibliográficas sobre publicaciones de Hymenoptera (Insecta) en revistas científicas chilenas 2005-2021 (II). Revista Chilena de Entomología, 48 (1): 138-155.[17][18]

### Libros
- Toro Gutiérrez, H., Chiappa Tapia, E., Tobar M., C. (2003) Biología de Insectos. Valparaíso, Chile: Ediciones Universitarias de Valparaíso.[19][20] Posee tres ediciones: 2ª edición, 2004 y 3ª edición, 2009.

## Distinciones y reconocimientos
- Premio Charles Darwin a la trayectoria, 2011, otorgado por la Sociedad Chilena de Etología.[21]
- Reconocimiento Explora Conicyt, 2014.[22]
- Socia honoraria de la Sociedad Chilena de Entomología, 2018.[23]